# Woutersia
Woutersia è un genere estinto di mammiferi oloteri, forse appartenente ai simmetrodonti o ai kuehneoteri. Visse nel Triassico superiore (Retico, circa 205 - 201 milioni di anni fa ) e i suoi resti fossili sono stati ritrovati in Francia.

## Descrizione
Questo animale è noto solo per alcuni denti fossili, ed è quindi impossibile ipotizzarne l'aspetto. Le dimensioni dei denti indicano che doveva essere grande quanto un topo. I molari di Woutersia tendevano ad ampliarsi verso l'interno e ad accrescere o sviluppare una cuspide sul cingolo linguale. I molari inferiori erano compatti, con una cuspide mediana linguale molto grande, mentre le altre cuspidi erano di dimensioni simili fra loro. La cuspide principale (a) era più bassa rispetto a quella presente sui molari di Kuehneotherium, ed era divisa longitudinalmente da due solchi verticali. Erano presenti cingoli labiali anteriori e posteriori, mentre il talonide era più corto che in Kuehneotherium, con una cuspide d poco sviluppata.

## Classificazione
Il genere Woutersia venne descritto per la prima volta nel 1983, sulla base di denti fossili ritrovati nella zona di Saint-Nicolas-de-Port (Francia). La specie tipo è Woutersia mirabilis, rinvenuta anche nella zona di Varangéville. Un'altra specie (W. butleri) è stata descritta sulla base di altri denti, più piccoli e di forma leggermente diversa, provenienti dallo stesso giacimento dove erano stati scoperti i primi fossili di W. mirabilis. 
Woutersia possiede caratteri dentari che lo avvicinano a Kuehneotherium, ai simmetrodonti e ai docodonti. È probabile che, come Kuehneotherium, Woutersia fosse un piccolo mammifero arcaico, probabilmente un rappresentante basale degli oloteri.

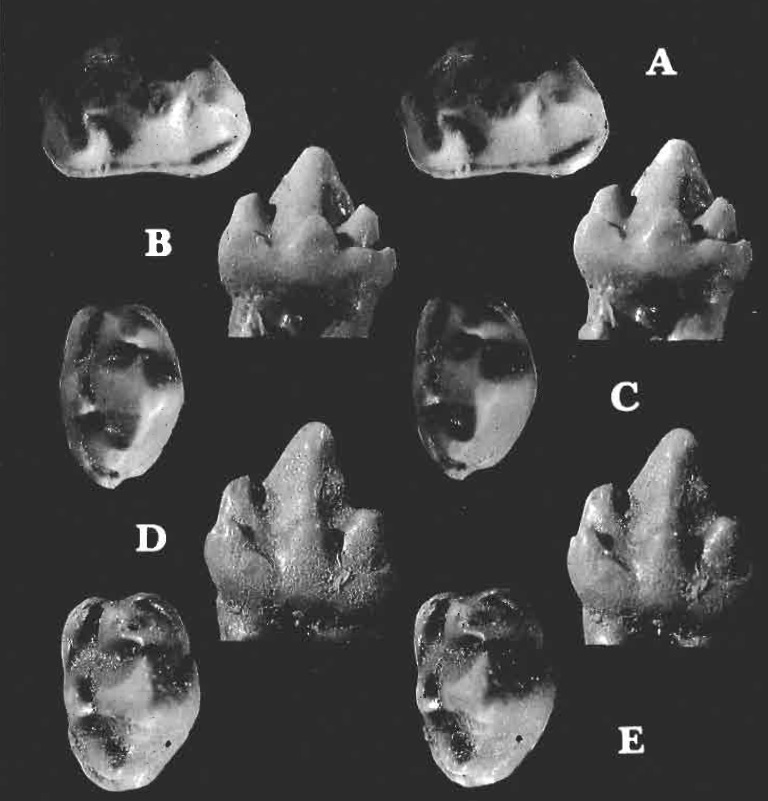
Denti di Woutersia mirabilis

## Paleoecologia
La forma dei molari di Woutersia indica che questi erano in grado di esercitare anche un'azione triturante (Sigogneau-Russell e Hahn, 1995).